# مارغريت وارنر
مارغريت وارنر (بالإنجليزية: Margaret Warner)‏ هي صحفية أمريكية، ولدت في 12 فبراير 1950 في تشيفي تشايس ‏ في الولايات المتحدة.

## وصلات خارجية
- مارغريت وارنر على موقع IMDb (الإنجليزية)
- مارغريت وارنر على موقع إن إن دي بي (الإنجليزية)